# Richardia
Richardia là một chi thực vật có hoa trong họ Thiến thảo (Rubiaceae).

## Loài
Chi Richardia gồm các loài: